# Vela nos Jogos Olímpicos de Verão de 2004
As competições da vela nos Jogos Olímpicos de Verão de 2004 foram disputadas entre os dias 14 e 28 de agosto daquele ano no Centro Olímpico de Vela Agios Kosmas, em Atenas, na Grécia. O programa de 2004 consistia num total de onze classes (disciplinas) de vela. Para cada uma das classes do evento foram sete regatas. A navegação foi realizada nos percursos olímpicos do tipo triangular. A partida foi feita no centro de um conjunto de oito marcas numeradas que foram colocadas em um círculo. Durante o procedimento de largada, a sequência das marcas foi comunicada aos velejadores. Ao escolher a marca que estava mais contra o vento, a largada sempre poderia ser feita contra o vento.

## Local
De acordo com os estatutos do Comitê Olímpico Internacional, as competições em todas as modalidades desportivas devem ser realizadas na cidade escolhida pelo COI ou o mais próximo possível. Entre outras, pode ser aberta uma exceção para as provas olímpicas de vela. No entanto, a situação em Atenas é muito adequada para a navegação. Portanto, a corrida foi organizada na Marina de Agios Kosmos, na zona costeira do sul da Ática, cerca de 14 km ao sul do centro da cidade de Atenas e perto do antigo aeroporto. Este porto foi construído na década de 1960, mas para os Jogos Olímpicos de Verão de 2004 foi completamente reconstruído para formar o Centro Olímpico de Vela Agios Kosmas, concluído em 31 de janeiro de 2004. Em dias claros, a Acrópole podia ser vista das áreas do percurso.

## Participantes
- ARG Argentina
- AUS Austrália
- AUT Áustria
- BEL Bélgica
- BER Bermudas
- BLR Bielorrússia
- BRA Brasil
- BRN Bahrein
- BUL Bulgária
- CAN Canadá
- CHI Chile
- CHN China
- CRO Croácia
- CYP Chipre
- CZE República Checa
- DEN Dinamarca
- ESP Espanha
- EST Estônia
- FIN Finlândia
- FRA França
- GBR Grã-Bretanha
- GER Alemanha
- GRE Grécia
- HKG Hong Kong
- HUN Hungria
- INA Indonésia
- IND Índia
- IRL Irlanda
- ISL Islândia
- ISR Israel
- ISV Ilhas Virgens Americanas
- ITA Itália
- JPN Japão
- KOR Coreia do Sul
- LAT Letônia
- LTU Lituânia
- MAS Malásia
- MEX México
- MLT Malta
- NED Países Baixos
- NOR Noruega
- NZL Nova Zelândia
- PER Peru
- POL Polônia
- POR Portugal
- PUR Porto Rico
- RSA África do Sul
- RUS Rússia
- SEY Seicheles
- SIN Singapura
- SLO Eslovênia
- SUI Suíça
- SVK Eslováquia
- SWE Suécia
- THA Tailândia
- TUN Tunísia
- TUR Turquia
- UKR Ucrânia
- URU Uruguai
- USA Estados Unidos
- VEN Venezuela

## Calendário
| ● | Cerimônia de abertura | ● | Regatas práticas | ● | Dias de competição | ● | Último dia das regatas | ● | Cerimônia de encerramento |

| Data                            | Agosto | Agosto | Agosto | Agosto | Agosto | Agosto | Agosto | Agosto  | Agosto | Agosto | Agosto | Agosto | Agosto | Agosto | Agosto | Agosto | Agosto | Agosto |
| Data                            | 12 Qui | 13 Sex | 14 Sáb | 15 Dom | 16 Seg | 17 Ter | 18 Qua | 19 Qui  | 20 Sex | 21 Sáb | 22 Dom | 23 Seg | 24 Ter | 25 Qua | 26 Qui | 27 Sex | 28 Sáb | 29 Dom |
| ------------------------------- | ------ | ------ | ------ | ------ | ------ | ------ | ------ | ------- | ------ | ------ | ------ | ------ | ------ | ------ | ------ | ------ | ------ | ------ |
| Feminino Vela Masculino Misto   | ●      | ●      | 2      | 2 1 2  | 2      | 1 2 1  | 1 2 3  | 1 2 1 2 | 1 2 3  | 2      | 2      | 2 1 2  | 1 3    | 2      | 2      |        |        |        |
| Feminino Finais Masculino Misto |        |        |        |        |        |        |        |         | ●      | ●      | ●      |        |        | ●      | ●      |        | ●      |        |
| Total de medalhas de ouro       |        |        |        |        |        |        |        |         | 1      | 2      | 3      |        |        | 2      | 2      |        | 2      |        |
| Cerimônias                      |        | ●      |        |        |        |        |        |         |        |        |        |        |        |        |        |        |        | ●      |

## Eventos
| Classe             | Tipo             | Evento | Velejadores | Trapézio | Vela grande | Jib/Génova | Spinnaker | Primeira exibição | N.º de equipes |
| ------------------ | ---------------- | ------ | ----------- | -------- | ----------- | ---------- | --------- | ----------------- | -------------- |
| Europe             | bote             |        | 1           | 0        | +           | –          | –         | 1992              | 25             |
| Mistral One Design | prancha de surfe |        | 1           | 0        | +           | –          | –         | 1996              | 26             |
| Mistral One Design | prancha de surfe |        | 1           | 0        | +           | –          | –         | 1996              | 34             |
| Laser              | bote             |        | 1           | 0        | +           | –          | –         | 1996              | 42             |
| Finn               | bote             |        | 1           | 0        | +           | –          | –         | 1952              | 25             |
| 470                | bote             |        | 2           | 1        | +           | +          | +         | 1988              | 20             |
| 470                | bote             |        | 2           | 1        | +           | +          | +         | 1976              | 27             |
| 49er               | bote             |        | 2           | 2        | +           | +          | +         | 2000              | 19             |
| Tornado            | multicasco       |        | 2           | 2        | +           | +          | +         | 1976              | 17             |
| Yngling            | barco de quilha  |        | 3           | 0        | +           | +          | +         | 2004              | 16             |
| Star               | barco de quilha  |        | 2           | 0        | +           | +          | -         | 1932              | 17             |

## Medalhistas
Masculino
| Evento                      | Ouro                                           | Prata                                      | Bronze                                  |
| --------------------------- | ---------------------------------------------- | ------------------------------------------ | --------------------------------------- |
| Mistral One Design detalhes | Gal Fridman ISR Israel                         | Nikolaos Kaklamanakis GRE Grécia           | Nick Dempsey GBR Grã-Bretanha           |
| Finn detalhes               | Ben Ainslie GBR Grã-Bretanha                   | Rafael Trujillo ESP Espanha                | Mateusz Kusznierewicz POL Polônia       |
| 470 detalhes                | Paul Foerster Kevin Burnham USA Estados Unidos | Nick Rogers Joe Glanfield GBR Grã-Bretanha | Kazuto Seki Kenjiro Todoroki JPN Japão  |
| Star detalhes               | Torben Grael Marcelo Ferreira BRA Brasil       | Ross MacDonald Mike Wolfs CAN Canadá       | Pascal Rambeau Xavier Rohart FRA França |

Feminino
| Evento                      | Ouro                                                      | Prata                                                         | Bronze                                                     |
| --------------------------- | --------------------------------------------------------- | ------------------------------------------------------------- | ---------------------------------------------------------- |
| Mistral One Design detalhes | Faustine Merret FRA França                                | Yin Jian CHN China                                            | Alessandra Sensini ITA Itália                              |
| Europe detalhes             | Siren Sundby NOR Noruega                                  | Lenka Šmídová CZE República Checa                             | Signe Livbjerg DEN Dinamarca                               |
| 470 detalhes                | Sofia Bekatorou Aimilia Tsoulfa GRE Grécia                | Sandra Azón Natalia Vía Dufresne ESP Espanha                  | Therese Torgersson Vendela Zachrisson SWE Suécia           |
| Yngling detalhes            | Shirley Robertson Sarah Webb Sarah Ayton GBR Grã-Bretanha | Ruslana Taran Ganna Kalinina Svitlana Matevusheva UKR Ucrânia | Dorte Jensen Helle Jespersen Christina Otzen DEN Dinamarca |

Misto
| Evento           | Ouro                                           | Prata                                           | Bronze                                       |
| ---------------- | ---------------------------------------------- | ----------------------------------------------- | -------------------------------------------- |
| Laser detalhes   | Robert Scheidt BRA Brasil                      | Andreas Geritzer AUT Áustria                    | Vasilij Žbogar SLO Eslovênia                 |
| 49er detalhes    | Iker Martínez Xabier Fernández ESP Espanha     | Rodion Luka George Leonchuk UKR Ucrânia         | Chris Draper Simon Hiscocks GBR Grã-Bretanha |
| Tornado detalhes | Roman Hagara Hans-Peter Steinacher AUT Áustria | John Lovell Charlie Ogletree USA Estados Unidos | Santiago Lange Carlos Espínola ARG Argentina |

## Quadro de medalhas
| Ordem | País                | Medalha de ouro | Medalha de prata | Medalha de bronze |    | Ordem por total |
| ----- | ------------------- | --------------- | ---------------- | ----------------- | -- | --------------- |
| 1     | GBR Grã-Bretanha    | 2               | 1                | 2                 | 5  | 1               |
| 2     | BRA Brasil          | 2               |                  |                   | 2  | 3               |
| 3     | ESP Espanha         | 1               | 2                |                   | 3  | 2               |
| 4     | AUT Áustria         | 1               | 1                |                   | 2  | 3               |
| 4     | GRE Grécia          | 1               | 1                |                   | 2  | 3               |
| 4     | USA Estados Unidos  | 1               | 1                |                   | 2  | 3               |
| 7     | FRA França          | 1               |                  | 1                 | 2  | 3               |
| 8     | ISR Israel          | 1               |                  |                   | 1  | 10              |
| 8     | NOR Noruega         | 1               |                  |                   | 1  | 10              |
| 10    | UKR Ucrânia         |                 | 2                |                   | 2  | 3               |
| 11    | CAN Canadá          |                 | 1                |                   | 1  | 10              |
| 11    | CHN China           |                 | 1                |                   | 1  | 10              |
| 11    | CZE República Checa |                 | 1                |                   | 1  | 10              |
| 14    | DEN Dinamarca       |                 |                  | 2                 | 2  | 3               |
| 15    | ARG Argentina       |                 |                  | 1                 | 1  | 10              |
| 15    | ITA Itália          |                 |                  | 1                 | 1  | 10              |
| 15    | JPN Japão           |                 |                  | 1                 | 1  | 10              |
| 15    | POL Polônia         |                 |                  | 1                 | 1  | 10              |
| 15    | SLO Eslovênia       |                 |                  | 1                 | 1  | 10              |
| 15    | SWE Suécia          |                 |                  | 1                 | 1  | 10              |
| TOTAL | TOTAL               | 11              | 11               | 11                | 33 | —               |